# تمييز عصبي على أساس الجنس
التمييز العصبي على أساس الجنس هو تحيز مزعوم في علم أعصاب الاختلافات الجنسية لتعزيز القوالب النمطية الضارة بين الجنسين.  صاغت الباحثة النسوية كورديليا فاين هذا المصطلح في مقال عام 2008 وعممه كتابها 2010 «أوهام التصنيف على أساس الجنس: العلم الحقيقي وراء الاختلاف بين الجنسين». يُستخدم هذا المفهوم الآن على نطاق واسع من قبل نقاد علم أعصاب الاختلافات الجنسية في العلوم العصبية، والأخلاقيات العصبية، والفلسفة.

## تعريف
تُعرِّف عالمة الأعصاب جينا ريبون التمييز العصبي على أساس الجنس على أنه: «ممارسة الادعاء بوجود اختلافات ثابتة بين أدمغة الذكور والإناث، والتي يمكن أن تفسر دونية المرأة أو عدم ملاءمتها لأدوار معينة». فمثلًا: «يتضمن هذا أشياء مثل أن يكون الرجال أكثر منطقية وأن تكون النساء أفضل في اللغات أو التنشئة».
وضحت كل من فاين وريبون، إلى جانب دافني جول، أن «الهدف من التحقيق النقدي ليس إنكار الاختلافات بين الجنسين، بل ضمان الفهم الكامل لنتائج ومعنى أي تقرير بعينه». العديد من القضايا التي ناقشوها لدعم موقفهم هي «قضايا خطيرة لجميع مجالات البحث السلوكي»، لكنهم جادلوا بأن «أبحاث الفروق على أساس الجنس/النوع... غالبًا ما تكون خطيرة بشكل خاص». لذلك يرتبط موضوع التمييز العصبي على أساس الجنس ارتباطًا وثيقًا بالمناقشات الأوسع حول المنهجية العلمية، لا سيما في العلوم السلوكية.

## نبذة تاريخية
يحتوي تاريخ العلوم على العديد من الأمثلة للعلماء والفلاسفة الذين استخلصوا استنتاجات حول الدونية العقلية للمرأة، أو افتقارها إلى الكفاءة للقيام بمهام معينة، على أساس الاختلافات التشريحية المزعومة بين أدمغة الذكور والإناث. في أواخر القرن التاسع عشر، استخدم جورج جون رومانز الاختلاف في متوسط وزن الدماغ بين الرجال والنساء لشرح «الدونية الملحوظة للقوة الفكرية» لدى النساء. وفي غياب الافتراضات الأساسية المتحيزة جنسيًا حول تفوق الذكور، لن يكون هناك شيء يمكن تفسيره هنا.
على الرغم من هذه الدراسات العلمية الزائفة التاريخية، تجادل بيكر وآخرون معها بأن المجتمع العلمي امتنع «لعقود» عن دراسة الفروق بين الجنسين. أكد لاري كاهيل وجود اعتقاد على نطاق واسع في المجتمع العلمي بأن الفروق بين الجنسين لا تهم أجزاء كبيرة من علم الأحياء وعلم الأعصاب، باستثناء تفسير التكاثر وعمل هرمونات التكاثر.
على الرغم من أن التصريحات المتحيزة جنسيًا لم يعد لها مكان في المجتمع العلمي، لكن كورديليا فاين وجينا ريبون ودافني جول تؤكدنّ أن أنماطًا مماثلة من التفكير ما تزال موجودة. وهم يزعمون أن العديد من الباحثين الذين يقدمون ادعاءات حول اختلافات الدماغ بين الجنسين يفشلون في تقديم مبرر كافٍ لرأيهم. يجد فلاسفة العلم الذين يؤمنون بالمعيار المعياري القائم على العلم الخالي من القيمة أن ممارسة التمييز العصبي تثير إشكالية خاصة. وهم يعتقدون أن العلم يجب أن يكون خاليًا من القيم والتحيزات، ويجادلون بأن القيم المعرفية فقط لها دور شرعي تلعبه في البحث العلمي. ومع ذلك، خلافًا لوجهة النظر المثالية الخالية من القيمة، تجادل هيذر دوغلاس بأن «العلم الخالي من القيمة هو علم غير كافٍ».

## أمثلة في العلوم

### نظرية هرمون ما قبل الولادة
يستمر البحث المعاصر في سياق أكثر دقة من خلال نظرية هرمون ما قبل الولادة. وفقًا لنظرية هرمون ما قبل الولادة، «يختلف الأجنة الذكور والإناث في تركيزات هرمون التستوستيرون بدءًا من الأسبوع الثامن من الحمل ويؤدي الاختلاف الهرموني المبكر إلى تأثيرات دائمة على نمو الدماغ وسلوكه». يمكن بعد ذلك تحريك تهم التمييز العصبي على أساس الجنس ضد نظرية هرمون ما قبل الولادة إذا فُسرت هذه الاختلافات الهرمونية المزعومة على أنها تسبب في تمييز دماغ الذكر/الأنثى، وبالتالي تُستخدم لتعزيز السلوكيات النمطية والأدوار الجندرية.

### نظرية التعاطف-التنظيمي
إن فكرة وجود اختلافات عميقة بين أدمغة الذكور والإناث واضحة بشكل خاص في نظرية سيمون بارون-كوين للتعاطف-التنظيمي. يُعرف التعاطف على أنه الدافع لتحديد العواطف والأفكار لدى الآخرين والاستجابة لها بشكل مناسب، ويُعرف التنظيم على أنه الدافع لتحليل واستكشاف النظام، وعزل القواعد الأساسية التي تحكم سلوك ذلك النظام، وبناء أنظمة جديدة. ويمكن ملاحظة هاتين الصفتين بين الفتيات والفتيان. تميل الفتيات إلى اللعب بدُمى الأطفال عندما يكنّ صغارًا، ما يؤدي إلى تفعيل مهاراتهن الاجتماعية والعاطفية. يميل الأولاد إلى اللعب بالسيارات البلاستيكية، مما يوضح عقلًا ميكانيكيًا يحركه النظام. قد يكون هذا بالطبع بسبب البيئة والأعراف الاجتماعية. لكن نظرية التعاطف-التنظيمي تفترض ثلاثة أنواع واسعة من الدماغ، أو من الهياكل التنظيمية: النوع إي، المتعاطف، النوع إس، المنظم؛ النوع بي، «الدماغ المتوازن». نظرًا لأن الاحتمالية مضاعفة في انتماء الإناث إلى النوع إي من الدماغ وانتماء الذكور للنوع إس من الدماغ، فقد سُميت هذه الأنواع من الدماغ «دماغ الأنثى» و«دماغ الذكر»، على التوالي. ولذلك يشير هذا النوع من التحليل إلى أن معظم (أو على الأقل بعض) الاختلافات في المهارات والمهن بين الذكور والإناث يمكن تفسيرها بحكم أن لديهم هياكل دماغية مختلفة.
انتقِدت نظرية بارون كوين لأنها تقدم انقسامًا واضحًا بين أدمغة الذكور والإناث، في حين أن هذا ليس هو الحال بالضرورة: هناك إناث مع «أدمغة ذكور»، وذكور لديهم «أدمغة أنثوية». إن استخدام التسميات الجندرية يزيد من احتمالية الإفراط في ذكر الأدلة على وجود اختلافات بين الجنسين في الدماغ في وسائل الإعلام، على نحو قد يشكل بصورة نشطة المعايير الجنسانية داخل المجتمع.

### الخلاف بين فاين وبارون كوين
ركز الخلاف الملحوظ في عام 2010 بين فاين وعالم الأعصاب سيمون بارون كوين في مجلة ذا سايكولجيت على دراسة الفروق بين الجنسين في ردود فعل الأطفال حديثي الولادة على الوجوه البشرية والهواتف المحمولة. أخذ البحث الأطفال الذين أعمارهم أقل من 24 ساعة وأظهر لهم وجهًا بشريًا، أو هاتفًا محمولًا. إذا عُرض وجه الإنسان أولًا، يكون الهاتف المحمول ثانيًا والعكس صحيح. سُجلت استجابات الأطفال، ورمز الحكام حركات عيون الأطفال لتمييز أي من المحفزات التي نظر إليها الأطفال لفترة أطول. وخلصت الدراسة إلى أن الأطفال الإناث نظروا إلى الوجوه البشرية لفترة أطول، بينما نظر الأطفال الذكور إلى الهواتف المحمولة لفترة أطول. لذلك، استنتجت هذه النظرية أن أدمغة الإناث مبرمجة على التعاطف في حين أن أدمغة الذكور تميل أكثر نحو التطبيق العملي وأنظمة البناء. اقترحت هذه النظرية أن كل فرد يتميز «بنوع دماغ» معين، إذا كان متعاطفًا يسمى نوع الدماغ إي، وإذا كان منظمًا يسمى نوع الدماغ إس. ومع ذلك، يمكن لبعض الأفراد أن يكونوا أقوياء بنفس القدر في التعاطف والتنظيم، وبالتالي، فإنهم يمتلكون «دماغًا متوازنًا». وهو ما يُعرف بنوع الدماغ بي.
وانتقدت فاين الدراسة، بحجة أنه نظرًا لأن الرضّع عُرضوا على حافز واحد أولًا ثم على الآخر، فقد يصبحون مرهقين، ما يؤثر على نتائج الدراسة. علاوة على ذلك، جادلت فاين أيضًا بأن لجنة التحكيم التي تراقب حركات عيون الأطفال قد تكون قادرة على تخمين جنس الطفل، على سبيل المثال إذا كان الطفل يرتدي ملابس معينة أو كان لديه بطاقات تهنئة خاصة، مما أدى إلى نوع من الانحياز التأكيدي. عارض بارون كوين هذه الانتقادات. رد بارون كوين على حجة الإرهاق موضحًا أن المحفزات ظهرت بترتيب عشوائي، وذلك لتجنب مشكلة إجهاد المحفزات المحددة في أي من الجنسين. ردًا على الادعاء بشأن التحيز، قال إن الحكام كانوا قادرين فقط على تقييم حركات عيون الأطفال من خلال مشاهدة مقطع فيديو لمنطقة عين الطفل، والذي كان من المستحيل تقريبًا معرفة جنس الطفل من خلالها. على الرغم من ذلك، جادلت فاين بأن الجهود المبذولة لإخفاء جنس الأطفال عن المجربين في الغرفة مع الأطفال كانت «ضئيلة»، ما أتاح مجالًا للتحيز الضمني، وجعل النتائج غير موثوقة.